# Col du Glandon

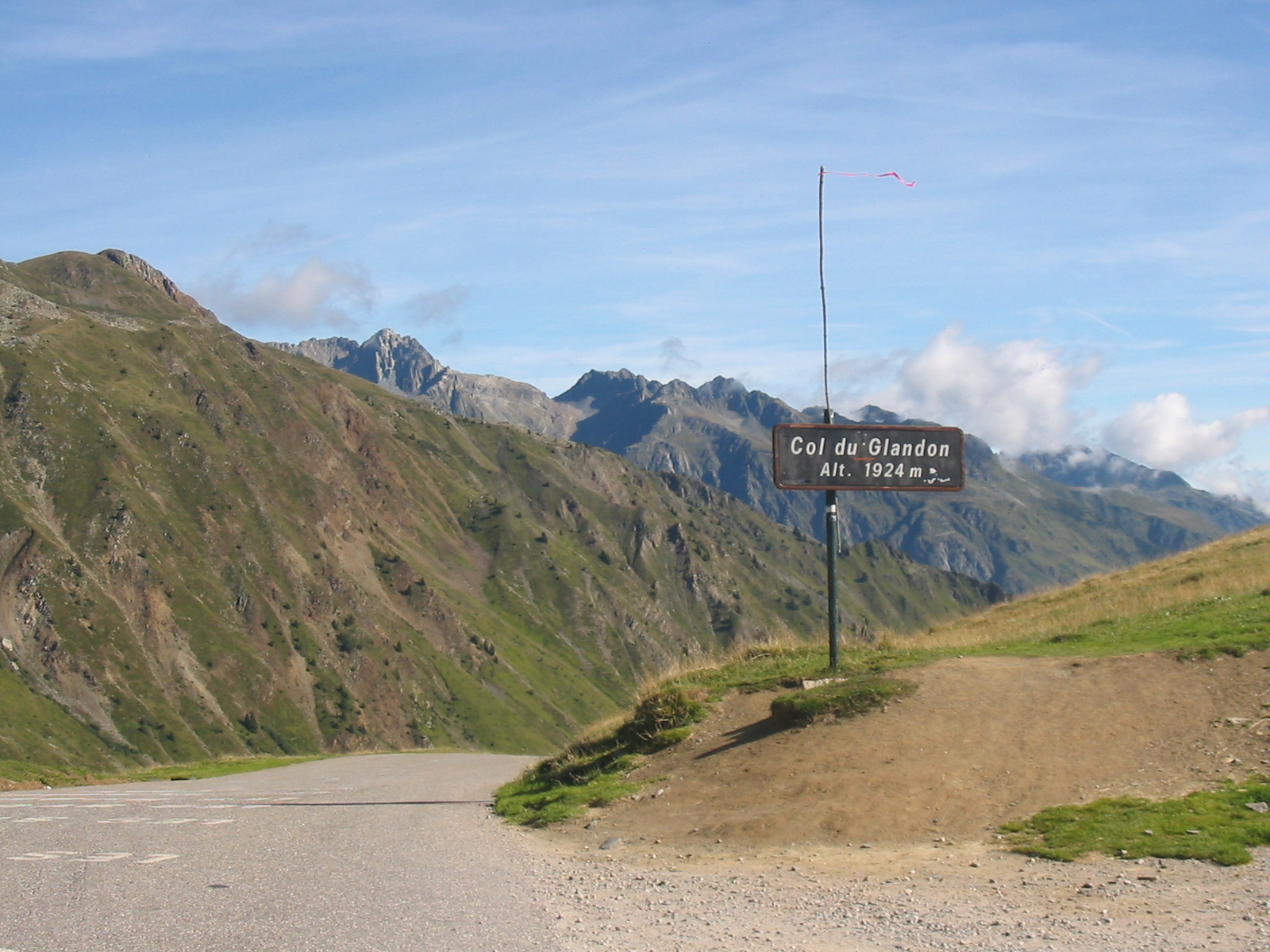

Col du Glandon (1924 m) är ett högt bergspass i Dauphiné-alperna i Savoie, Frankrike, som förbinder Le Bourg-d'Oisans med La Chambre. Det ligger mellan bergskedjorna Belledonne, Grandes Rousses och Arvan-Villards, väster om Col de la Croix de Fer. Vägen över Col du Glandon öppnades 1898, även om den inte var kopplad till Col de la Croix de Fer förrän 1912.
Passet är normalt stängt från början av november till mitten av maj. Det används ibland av cykelloppet Tour de France.

## Vägen till bergspasset
Från La Chambre (nordost) följer stigningen D927. Stigningen är 21,3 km lång, klättring 1472 m med en genomsnittlig lutning på 6,9 %. Lutningen ökar när vägen närmar sig toppen, och de sista två kilometerna överstiger 10 % med delsträckor på 12 %.
Från Le Bourg-d'Oisans följer rutten D1091 genom Romanchedalen innan den ansluter till D526 efter 8 km. Klättringen börjar vid Barrage du Verney varifrån det är ytterligare 24,1 km till toppen, som nås strax efter korsningen med vägen till Col de la Croix de Fer. Höjdskillnaden på sträckan är 1152 m och den genomsnittliga lutningen är alltså 4,8 %, men det finns även vissa nedförslutor på vägen och liksom extremare uppförslutor, som mest på 11,1 %.
I stigningen från La Chambre bergspass placeras cykelmilstolpar varje kilometer. De anger avståndet till toppen, den aktuella höjden och den genomsnittliga lutningen på följande kilometer.

## Tour de France
Col du Glandon korsades första gången i Tour de France 1947 i samband med Col de la Croix de Fer när den första tävlande över toppen var Edward Klabiński.

### Kategoriserade framträdanden i Tour de France
| År   | Etapp | Kategori | Start                   | Mål              | Först upp till passet     |
| ---- | ----- | -------- | ----------------------- | ---------------- | ------------------------- |
| 1947 | 8     | 3        | Grenoble                | Briançon         | Edward Klabiński (POL)    |
| 1977 | 17    | 1        | Chamonix                | Alpe d'Huez      | Lucien Van Impe (BEL)     |
| 1981 | 19    | HC       | Morzine                 | Alpe d'Huez      | Lucien Van Impe (BEL)     |
| 1983 | 17    | 1        | La Tour-du-Pin          | Alpe d'Huez      | Lucien Van Impe (BEL)     |
| 1983 | 18    | 1        | Le Bourg-d'Oisans       | Morzine          | Serge Demierre (SUI)      |
| 1988 | 12    | HC       | Morzine                 | Alpe d'Huez      | Steven Rooks (NED)        |
| 1990 | 11    | 1        | Saint-Gervais-les-Bains | Alpe d'Huez      | Thierry Claveyrolat (FRA) |
| 1993 | 10    | 1        | Villard-de-Lans         | Serre-Chevalier  | Stefano Colagè (ITA)      |
| 1994 | 17    | 1        | Le Bourg-d'Oisans       | Val Thorens      | Richard Virenque (FRA)    |
| 1997 | 14    | 1        | Le Bourg-d'Oisans       | Courchevel       | Richard Virenque (FRA)    |
| 2001 | 10    | HC       | Aix-les-Bains           | Alpe d'Huez      | Laurent Roux (FRA)        |
| 2004 | 17    | 1        | Le Bourg-d'Oisans       | Le Grand-Bornand | Gilberto Simoni (ITA)     |
| 2013 | 19    | HC       | Le Bourg-d'Oisans       | Le Grand-Bornand | Ryder Hesjedal (CAN)      |